# Access to COVID-19 Tools Accelerator
L’Access to COVID-19 Tools Accelerator (ACT) est un programme international visant à faciliter le partage d'outils et de données « pour mettre fin à la pandémie [de Covid-19] le plus rapidement possible ». Il a été officiellement annoncé le 24 avril 2020 par le président délégué Mohamed Bin Abdullah Al-Jadaan au sommet du G20.